# Lacanche (Fluss)
Der Lacanche ist ein Fluss in Frankreich, der in der Region Bourgogne-Franche-Comté verläuft. Er entspringt beim Ort Montceau-et-Écharnant, entwässert anfangs Richtung Nordwest, schwenkt dann auf Südwest bis West und mündet nach rund 28 Kilometern im Gemeindegebiet von Igornay als linker Nebenfluss in den Arroux.
Auf seinem Weg durchquert der Lacanche die Départements Côte-d’Or und Saône-et-Loire.

## Orte am Fluss
- Montceau-et-Écharnant
- Saussey
- Lacanche
- Saint-Pierre-en-Vaux
- Igornay